# Pohlia hisae
Pohlia hisae är en bladmossart som beskrevs av T. Koponen och Luo Jian-xin 1986. Pohlia hisae ingår i släktet nickmossor, och familjen Bryaceae. Inga underarter finns listade i Catalogue of Life.